# Хајлендерси
Хајлендерси су рагби јунион тим који се такмичи у Супер Рагби и представља јужне провинције јужног острва са седиштем у Данедину. Највећи успех остварили су 2015. када су освојили Супер Рагби победивши у финалу Хурикејнсе. Дрес Хајлендерса је плаве боје, а утакмице као домаћини играју на Форсит Бар Стадиону. Међу познате играче који су играли за Хајлендерсе се убрајају Џеф Вилсон, Карл Хејмен, Џејмс Хаскел... Капитен Хајлендерса је репрезентативац Новог Зеланда Бен Смит.
Успеси
- Супер Рагби

- Освајач (1) : 2015.

 Састав у сезони 2016
Брендон Едмондс
Мафу Фиа
Рос Гелденхујс
Кејн Хејмс
Џош Хохнек
Пинги Талапитага
Лиам Колтман
Еш Диксон
Алекс Еинли
Том Френклин
Марк Редиш
Џо Вилер
Шејн Кристи
Елиот Диксон
Герет Еванс
Џон Харди
Наси Ману
Ден Приор
Ерон Смит
Фумиаки Танака
Џош Рентон
Скот Ид
Марти Бенкс
Хејден Паркер
Лима Сопоага
Џејсон Емери
Малакаи Фекитоа
Шон Треби
Ричард Букман
Ваисаке Нахоло
Патрик Озборн
Трент Ребана
Курт Бејкер
Бен Смит 